# Hellas Verona Football Club 2003-2004
Questa pagina raccoglie i dati riguardanti l'Hellas Verona Football Club nelle competizioni ufficiali della stagione 2003-2004.

## Stagione
La squadra si classificò al 19º posto del Campionato di Serie B, dopo un campionato disputato sotto tono e con la squadra in lotta continua per non retrocedere in C1. Solo dopo il cambio di allenatore (Maddè rimpiazza Salvioni alla 21ª giornata) i gialloblù cambiano atteggiamento. Nel girone di ritorno gli scaligeri soffrono più del dovuto e subiscono ben 4 sconfitte consecutive che fanno presagire al peggio: la debacle di Avellino per 0-6 scuote l'Hellas chiamato ad un vero e proprio miracolo, le ulteriori sconfitte minano le speranze di salvezza che poi avverrà ugualmente vincendo le ultime 4 partite di campionato (decisiva la vittoria a Como contro i lariani già retrocessi per 0-2 con doppietta di Adailton).

## Divise e sponsor
Il fornitore di materiale diventa Legea, mentre viene mantenuto Clerman come sponsor commerciale. Le divise venivano occasionalmente abbinate a calzoncini bianchi.
| Casa | Trasferta |

## Organigramma societario
Area direttiva
- Presidente: Giambattista Pastorello
- Presidente onorario: Pietro Arvedi D'Emilei
- Amministratore delegato: Luigi Agnolin

Area organizzativa
- Direttore sportivo: Mauro Gibellini

Area marketing
- Direttore commerciale: Saverio Guette

Area tecnica
- Allenatore: Sandro Salvioni
- Preparatore atletico: Valter Vio
- Preparatore portieri: Ermes Fulgoni
- Allenatore Allievi regionali: Daniele Ranzato
- Allenatore Esordienti regionali: Italo Costantini

## Rosa
| N. |                      | Ruolo | Calciatore              |
| -- | -------------------- | ----- | ----------------------- |
| 1  | Italia (bandiera)    | P     | Gianluca Pegolo         |
| 2  | Argentina (bandiera) | C     | Sergio Bernardo Almirón |
| 3  | Italia (bandiera)    | D     | Dario Biasi             |
| 4  | Italia (bandiera)    | C     | Alessandro Mazzola      |
| 5  | Italia (bandiera)    | C     | Luca Lomi               |
| 6  | Italia (bandiera)    | D     | Andrea Dossena          |
| 7  | Italia (bandiera)    | C     | Vincenzo Italiano       |
| 8  | Italia (bandiera)    | C     | Cristian Agnelli        |
| 9  | Albania (bandiera)   | A     | Florian Myrtaj          |
| 10 | Brasile (bandiera)   | A     | Adaílton                |
| 11 | Italia (bandiera)    | D     | Carlo Teodorani         |
| 13 | Italia (bandiera)    | A     | Andrea Cossu            |
| 14 | Italia (bandiera)    | P     | Domenico Doardo         |
| 15 | Italia (bandiera)    | A     | Giovanni Foderaro       |
| 16 | Italia (bandiera)    | C     | Luca Pace               |
| 17 | Italia (bandiera)    | D     | Luca Pizzini            |
| 18 | Italia (bandiera)    | D     | Alberto Comazzi         |

| N. |                    | Ruolo | Calciatore        |
| -- | ------------------ | ----- | ----------------- |
| 19 | Italia (bandiera)  | C     | Emiliano Salvetti |
| 20 | Italia (bandiera)  | D     | Mauro Minelli     |
| 21 | Italia (bandiera)  | C     | Marco Cassetti    |
| 21 | Francia (bandiera) | D     | Didier Angan      |
| 22 | Italia (bandiera)  | A     | Antimo Iunco      |
| 23 | Italia (bandiera)  | C     | Paolo Sciaccaluga |
| 23 | Italia (bandiera)  | D     | Marco Turati      |
| 25 | Italia (bandiera)  | D     | Luca Pinali       |
| 27 | Italia (bandiera)  | C     | Martino Melis     |
| 29 | Italia (bandiera)  | C     | Salvatore Vicari  |
| 32 | Italia (bandiera)  | A     | Andrea Pisanu     |
| 35 | Senegal (bandiera) | A     | Papa Waigo        |
| 70 | Italia (bandiera)  | P     | Davide Zomer      |
| 81 | Italia (bandiera)  | D     | Omar Campana      |
| 83 | Italia (bandiera)  | D     | Mattia Cassani    |
| 90 | Romania (bandiera) | A     | Adrian Mihalcea   |

## Calciomercato

### Sessione estiva(dall'1/7 al 31/8)
| Acquisti | Acquisti                | Acquisti  | Acquisti                         |
| R.       | Nome                    | da        | Modalità                         |
| -------- | ----------------------- | --------- | -------------------------------- |
| P        | Domenico Doardo         | Treviso   | fine prestito                    |
| D        | Omar Campana            | Lumezzane | definitivo                       |
| D        | Mattia Cassani          | Juventus  | prestito                         |
| D        | Marco Turati            | Chieti    | fine prestito                    |
| C        | Cristian Agnelli        | Lecce     | prestito con diritto di riscatto |
| C        | Sergio Bernardo Almirón | Udinese   | prestito                         |
| C        | Luca Lomi               | Südtirol  | definitivo                       |
| C        | Marco Mancinelli        | Martina   | fine prestito                    |
| C        | Luca Matteassi          | Piacenza  | risoluzione comproprietà         |
| C        | Stefano Pastrello       | Milan     | comproprietà                     |
| C        | Emiliano Salvetti       | Bologna   | fine prestito                    |
| C        | Paolo Sciaccaluga       | Crotone   | fine prestito                    |
| A        | Fabio Alterio           | Brescello | fine prestito                    |
| A        | Gianluca De Angelis     | Parma     | risoluzione comproprietà         |
| A        | Mario Frick             | Arezzo    | risoluzione comproprietà         |
| A        | Adrian Mihalcea         | Genoa     | comproprietà                     |
| A        | Florian Myrtaj          | Parma     | definitivo                       |

| Cessioni | Cessioni                | Cessioni      | Cessioni                         |
| R.       | Nome                    | a             | Modalità                         |
| -------- | ----------------------- | ------------- | -------------------------------- |
| P        | Matteo Gianello         | Siena         | fine prestito                    |
| P        | Ruslan Nigmatullin      | CSKA Mosca    | svincolato                       |
| P        | Alberto Pomini          | San Marino    | risoluzione comproprietà         |
| P        | Jess Vanstrattan        | Carrarese     | prestito                         |
| D        | Nicola Diliso           | Catania       | prestito con diritto di riscatto |
| D        | Giancarlo Filippini     | Sambonifacese | svincolato                       |
| D        | Alessandro Gamberini    | Bologna       | fine prestito                    |
| D        | Davide Mandorlini       | Carrarese     | comproprietà                     |
| D        | Marco Turati            | Carrarese     | prestito                         |
| D        | Marco Zamboni           | Napoli        | svincolato                       |
| C        | Mauro Germán Camoranesi | Juventus      | risoluzione comproprietà         |
| C        | Marco Cassetti          | Lecce         | comproprietà                     |
| C        | Giuseppe Colucci        | Brescia       | prestito con diritto di riscatto |
| C        | Andrea Doardo           | Grosseto      | prestito                         |
| C        | Simon Laner             | Carrarese     | prestito                         |
| C        | Fabio Lorenzin          | Imolese       | prestito                         |
| C        | Giovanni Lorusso        | Melfi         | comproprietà                     |
| C        | Francesco Lovatin       | Imolese       | prestito                         |
| C        | Marco Mancinelli        | Martina       | prestito                         |
| C        | Luca Matteassi          | Spezia        | definitivo                       |
| C        | Stefano Pastrello       | Martina       | prestito                         |
| C        | Julio César Pinheiro    | Osasuna       | prestito                         |
| C        | Ivan Rajčić             | Chieti        | risoluzione comproprietà         |
| C        | Andrés Yllana           | Brescia       | fine prestito                    |
| A        | Elvis Abbruscato        | Arezzo        | comproprietà                     |
| A        | Fabio Alterio           | Martina       | prestito                         |
| A        | Alberto Castioni        | Imolese       | prestito                         |
| A        | Michele Cossato         | Fiorentina    | svincolato                       |
| A        | Gianluca De Angelis     | Torres        | prestito                         |
| A        | Mario Frick             | Ternana       | definitivo                       |
| A        | Marco Fummo             | Pro Vercelli  | prestito                         |
| A        | Mario Salgado           | Brescia       | fine prestito                    |
| A        | Massimiliano Vieri      | Juventus      | risoluzione comproprietà         |

### Sessione invernale(dal 2/1 all'1/2
| Acquisti | Acquisti          | Acquisti  | Acquisti      |
| R.       | Nome              | da        | Modalità      |
| -------- | ----------------- | --------- | ------------- |
| D        | Didier Angan      |           | svincolato    |
| D        | Stefano Pastrello | Martina   | fine prestito |
| D        | Marco Turati      | Carrarese | fine prestito |
| C        | Salvatore Vicari  | Reggina   | prestito      |
| A        | Antimo Iunco      | Brindisi  | comproprietà  |

| Cessioni | Cessioni          | Cessioni | Cessioni   |
| R.       | Nome              | a        | Modalità   |
| -------- | ----------------- | -------- | ---------- |
| D        | Luca Pace         | Martina  | prestito   |
| C        | Paolo Sciaccaluga | Pavia    | definitivo |
| A        | Andrea Pisanu     | Varese   | prestito   |

## Risultati

### Serie B

#### Girone di andata
| Verona 11 settembre 2003, ore 20:30 CEST 3ª giornata | Verona           | 0 – 0 | Treviso | Stadio Marcantonio Bentegodi (9 166 spett.)\| Arbitro: \| Rocchi (Firenze) \| |
| Arbitro:                                             | Rocchi (Firenze) |       |         |                                                                               |

| Arbitro: | Bertini (Arezzo) |

|                     |           |              |
| Oliveira 29’ (rig.) | Marcatori | 18’ Salvetti |

| Arbitro: | Giannoccaro (Lecce) |

|                                           |           |                              |
| Salvetti 31’ Mihalcea 36’ Myrtaj 71’, 90’ | Marcatori | 32’ (rig.), 76’, 82’ Spinesi |

| Arbitro: | Pieri (Genova) |

|                   |           |           |
| Myrtaj 65’ (rig.) | Marcatori | 89’ Tosto |

| Arbitro: | Cassarà (Palermo) |

|             |           |                               |
| Rivalta 14’ | Marcatori | 45+1’ Salvetti 60’ Papa Waigo |

| Arbitro: | Dattilo (Locri) |

|              |           |                        |
| Myrtaj 90+1’ | Marcatori | 18’ Gautieri 20’ Budan |

| Arbitro: | Dondarini (Finale Emilia) |

|                           |           |  |
| Scarlato 16’ Zampagna 22’ | Marcatori |  |

| Arbitro: | Giannoccaro (Lecce) |

|                                |           |                                         |
| Myrtaj 31’ (rig.) Salvetti 50’ | Marcatori | 14’ Gorzegno 35’ Araboni 81’ G. Ferrari |

| Arbitro: | Palanca (Roma 1) |

|                              |           |                        |
| Moscardelli 45+4’ Godeas 76’ | Marcatori | 51’ Pisanu 90+3’ Biasi |

| Arbitro: | Preschern (Mestre) |

|             |           |  |
| Di Livio 3’ | Marcatori |  |

| Arbitro: | Tagliavento (Terni) |

|                                  |           |  |
| Papa Waigo 9’, 82’ Almirón 90+4’ | Marcatori |  |

| Arbitro: | Nucini (Bergamo) |

|             |           |                |
| Bogdani 13’ | Marcatori | 68’ Papa Waigo |

| Arbitro: | Rizzoli (Bologna) |

|                                |           |                       |
| Myrtaj 42’ (rig.) Italiano 48’ | Marcatori | 27’ Tisci 58’ Kutuzov |

| Arbitro: | Dattilo (Locri) |

|               |           |  |
| Di Napoli 19’ | Marcatori |  |

| Arbitro: | Cassarà (Palermo) |

|             |           |             |
| Mazzola 33’ | Marcatori | 82’ Ruotolo |

| Arbitro: | Palanca (Roma) |

|                    |           |                |
| Toni 27’, 51’, 72’ | Marcatori | 23’ Papa Waigo |

| Verona 30 novembre 2003, ore 15:00 CET 17ª giornata | Verona              | 0 – 0 referto | Torino | Stadio Marcantonio Bentegodi (9 152 spett.)\| Arbitro: \| Giannoccaro (Lecce) \| |
| Arbitro:                                            | Giannoccaro (Lecce) |               |        |                                                                                  |

| Arbitro: | Rizzoli (Bologna) |

|                 |           |              |
| M. Esposito 19’ | Marcatori | 72’ Italiano |

| Arbitro: | Carlucci (Molfetta) |

|  |           |                         |
|  | Marcatori | 45+2’ Antonelli Agomeri |

| Arbitro: | De Marco (Genova) |

|                                    |           |              |
| Riccio 15’ Beghetto 47’ Tarana 53’ | Marcatori | 59’ Adaílton |

| Arbitro: | Farina (Novi Ligure) |

|           |           |  |
| Cossu 77’ | Marcatori |  |

| Arbitro: | Giannoccaro (Lecce) |

|                   |           |              |
| Calaiò 22’, 90+3’ | Marcatori | 16’ Salvetti |

| Arbitro: | Rocchi (Firenze) |

|                |           |  |
| Mihalcea 90+5’ | Marcatori |  |

#### Girone di ritorno
| Arbitro: | Brighi (Cesena) |

|                  |           |                          |
| Perović 26’, 38’ | Marcatori | 7’ Salvetti 67’ Adaílton |

| Arbitro: | Ayroldi (Molfetta) |

|                                            |           |                          |
| Salvetti 11’ Dossena 32’ Myrtaj 44’ (rig.) | Marcatori | 55’ E. Brevi 57’ Corrent |

| Arbitro: | Nucini (Bergamo) |

|  |           |                         |
|  | Marcatori | 11’ Myrtaj 55’ Adaílton |

| Verona 15 febbraio 2004, ore 15:00 CET 27ª giornata | Verona             | 0 – 0 referto | Catania | Stadio Marcantonio Bentegodi (8 063 spett.)\| Arbitro: \| Rodomonti (Teramo) \| |
| Arbitro:                                            | Rodomonti (Teramo) |               |         |                                                                                 |

| Arbitro: | M. Mazzoleni (Bergamo) |

|           |           |                 |
| Bruno 73’ | Marcatori | 45’, 50’ Myrtaj |

| Arbitro: | Gabriele (Frosinone) |

|                                 |           |                                        |
| Tamburini 39’ (aut.) Myrtaj 55’ | Marcatori | 9’ Bonanni 66’ Margiotta 83’ Zanoletti |

| Arbitro: | Cassarà (Palermo) |

|  |           |                             |
|  | Marcatori | 24’ Italiano 82’ Papa Waigo |

| Arbitro: | Giannoccaro (Lecce) |

|                            |           |  |
| Testini 10’ Possanzini 57’ | Marcatori |  |

| Arbitro: | M. Mazzoleni (Bergamo) |

|  |           |            |
|  | Marcatori | 86’ Godeas |

| Arbitro: | Rodomonti (Teramo) |

|  |           |               |
|  | Marcatori | 73’ Graffiedi |

| Arbitro: | Pellegrino (Barcellona Pozzo di Gotto) |

|                                                  |           |                |
| Mar. Rossi 3’ Foglio 45+1’ Milito 68’ Caccia 74’ | Marcatori | 90+2’ Mihalcea |

| Verona 27 marzo 2004, ore 20:30 CET 35ª giornata | Verona              | 0 – 0 referto | Salernitana | Stadio Marcantonio Bentegodi (5 499 spett.)\| Arbitro: \| Tagliavento (Terni) \| |
| Arbitro:                                         | Tagliavento (Terni) |               |             |                                                                                  |

| Arbitro: | Carlucci (Molfetta) |

|                                                                         |           |  |
| Manca 9’ Moretti 28’ Tisci 35’ (rig.) Capparella 43’ Kutuzaŭ 45+1’, 57’ | Marcatori |  |

| Verona 10 aprile 2004, ore 15:00 CEST 37ª giornata | Verona             | 0 – 0 referto | Messina | Stadio Marcantonio Bentegodi (9 059 spett.)\| Arbitro: \| Bolognino (Milano) \| |
| Arbitro:                                           | Bolognino (Milano) |               |         |                                                                                 |

| Arbitro: | Nucini (Bergamo) |

|                                 |           |  |
| Protti 8’, 24’ C. Lucarelli 48’ | Marcatori |  |

| Arbitro: | Rizzoli (Bologna) |

|              |           |               |
| Adaílton 11’ | Marcatori | 28’, 88’ Toni |

| Arbitro: | Pellegrino (Barcellona Pozzo di Gotto) |

|              |           |               |
| Fabbrini 28’ | Marcatori | 90+4’ Minelli |

| Arbitro: | Trefoloni (Siena) |

|             |           |                             |
| Mazzola 11’ | Marcatori | 19’ Suazo 90+2’ M. Esposito |

| Arbitro: | Palanca (Roma) |

|             |           |  |
| Colacone 2’ | Marcatori |  |

| Arbitro: | Collina (Viareggio) |

|                                        |           |  |
| Turati 10’ Adaílton 50’ Papa Waigo 85’ | Marcatori |  |

| Arbitro: | Trefoloni (Siena) |

|  |           |                           |
|  | Marcatori | 28’ Adaílton 82’ Mihalcea |

| Arbitro: | Rosetti (Torino) |

|                                                 |           |                              |
| Myrtaj 24’ Adaílton 27’ Mazzola 43’ Agnelli 64’ | Marcatori | 36’, 73’ Calaiò 52’ D. Russo |

| Arbitro: | Racalbuto (Gallarate) |

|  |           |                   |
|  | Marcatori | 40’, 62’ Adaílton |

### Coppa Italia

#### Fase a gironi
| Arbitro: | Mazzoleni (Bergamo) |

|            |           |  |
| Myrtaj 61’ | Marcatori |  |

| Sesto San Giovanni 24 agosto 2003, ore 17:00 CEST Girone 3 - 2ª giornata | AlbinoLeffe       | non – disputata referto | Verona | Stadio Breda\| Arbitro: \| Bergonzi (Genova) \| |
| Arbitro:                                                                 | Bergonzi (Genova) |                         |        |                                                 |

| Verona 5 settembre 2003 Girone 3 - 3ª giornata | Verona | non – disputata | Palermo | Stadio Marcantonio Bentegodi |

## Statistiche

### Statistiche di squadra
| Competizione | Punti | In casa | In casa | In casa | In casa | In casa | In casa | In trasferta | In trasferta | In trasferta | In trasferta | In trasferta | In trasferta | Totale | Totale | Totale | Totale | Totale | Totale | D.R. |
| Competizione | Punti | G       | V       | N       | P       | Gf      | Gs      | G            | V            | N            | P            | Gf           | Gs           | G      | V      | N      | P      | Gf     | Gs     | D.R. |
| ------------ | ----- | ------- | ------- | ------- | ------- | ------- | ------- | ------------ | ------------ | ------------ | ------------ | ------------ | ------------ | ------ | ------ | ------ | ------ | ------ | ------ | ---- |
| Serie B      | 53    | 23      | 7       | 8       | 8       | 30      | 27      | 23           | 6            | 6            | 11           | 24           | 38           | 46     | 13     | 14     | 19     | 54     | 65     | -11  |
| Coppa Italia | -     | 1       | 1       | 0       | 0       | 1       | 0       | 0            | 0            | 0            | 0            | 0            | 0            | 1      | 1      | 0      | 0      | 1      | 0      | +1   |
| Totale       | 53    | 24      | 8       | 8       | 8       | 31      | 27      | 23           | 6            | 6            | 11           | 24           | 38           | 47     | 14     | 14     | 19     | 55     | 65     | -10  |

### Andamento in campionato
| Giornata  | 1  | 2  | 3  | 4  | 5  | 6 | 7 | 8  | 9  | 10 | 11 | 12 | 13 | 14 | 15 | 16 | 17 | 18 | 19 | 20 | 21 | 22 | 23 | 24 | 25 | 26 | 27 | 28 | 29 | 30 | 31 | 32 | 33 | 34 | 35 | 36 | 37 | 38 | 39 | 40 | 41 | 42 | 43 | 44 | 45 | 46 |
| --------- | -- | -- | -- | -- | -- | - | - | -- | -- | -- | -- | -- | -- | -- | -- | -- | -- | -- | -- | -- | -- | -- | -- | -- | -- | -- | -- | -- | -- | -- | -- | -- | -- | -- | -- | -- | -- | -- | -- | -- | -- | -- | -- | -- | -- | -- |
| Luogo     | C  | T  | C  | T  | C  | T | C | C  | T  | T  | C  | T  | C  | T  | C  | T  | C  | T  | C  | T  | C  | T  | C  | T  | C  | T  | C  | T  | C  | T  | T  | C  | C  | T  | C  | T  | C  | T  | C  | T  | C  | T  | C  | T  | C  | T  |
| Risultato | N  | P  | N  | N  | V  | V | P | P  | N  | P  | V  | N  | N  | P  | N  | P  | N  | N  | P  | P  | V  | P  | V  | N  | V  | V  | N  | V  | P  | V  | P  | P  | P  | P  | N  | P  | N  | P  | P  | N  | P  | P  | V  | V  | V  | V  |
| Posizione | 10 | 11 | 19 | 17 | 10 | 6 | 9 | 15 | 17 | 18 | 14 | 15 | 15 | 19 | 19 | 21 | 20 | 20 | 21 | 21 | 19 | 20 | 18 | 18 | 17 | 16 | 15 | 14 | 15 | 12 | 13 | 15 | 17 | 18 | 19 | 20 | 20 | 21 | 22 | 20 | 22 | 22 | 21 | 21 | 20 | 19 |

Legenda:

Luogo: C = Casa; T = Trasferta. Risultato: V = Vittoria; N = Pareggio; P = Sconfitta.

### Statistiche dei giocatori
Sono in corsivo i calciatori che hanno lasciato la società a stagione in corso.
| Giocatore      | Serie B  | Serie B | Serie B     | Serie B    | Coppa Italia | Coppa Italia | Coppa Italia | Coppa Italia | Totale   | Totale | Totale      | Totale     |
| Giocatore      | Presenze | Reti    | Ammonizioni | Espulsioni | Presenze     | Reti         | Ammonizioni  | Espulsioni   | Presenze | Reti   | Ammonizioni | Espulsioni |
| -------------- | -------- | ------- | ----------- | ---------- | ------------ | ------------ | ------------ | ------------ | -------- | ------ | ----------- | ---------- |
| M. Adaílton    | 23       | 9       | 2           | 0          | 1            | 0            | 0            | 0            | 24       | 9      | 2           | 0          |
| C. Agnelli     | 24       | 1       | 3           | 1          | -            | -            | -            | -            | 24       | 1      | 3           | 1          |
| S. Almirón     | 16       | 1       | 0           | 0          | -            | -            | -            | -            | 16       | 1      | 0           | 0          |
| D. Angan       | 21       | 0       | 1           | 0          | -            | -            | -            | -            | 21       | 0      | 1           | 0          |
| D. Biasi       | 26       | 1       | 5           | 1          | 1            | 0            | 0            | 0            | 27       | 1      | 5           | 1          |
| O. Campana     | 14       | 0       | 4           | 0          | 1            | 0            | 0            | 0            | 15       | 0      | 4           | 0          |
| M. Cassani     | 37       | 0       | 10          | 1          | 1            | 0            | 0            | 0            | 38       | 0      | 10          | 1          |
| M. Cassetti    | -        | -       | -           | -          | 1            | 0            | 1            | 0            | 1        | 0      | 1           | 0          |
| A. Comazzi     | 41       | 0       | 8           | 1          | 1            | 0            | 1            | 0            | 42       | 0      | 9           | 1          |
| A. Cossu       | 28       | 1       | 7           | 0          | 1            | 0            | 0            | 0            | 29       | 1      | 7           | 0          |
| D. Doardo      | 0        | 0       | 0           | 0          | -            | -            | -            | -            | 0        | 0      | 0           | 0          |
| A. Dossena     | 37       | 1       | 5           | 0          | 1            | 0            | 0            | 0            | 38       | 1      | 5           | 0          |
| G. Foderaro    | 1        | 0       | 0           | 0          | -            | -            | -            | -            | 1        | 0      | 0           | 0          |
| V. Italiano    | 38       | 3       | 7           | 1          | -            | -            | -            | -            | 38       | 3      | 7           | 1          |
| A. Iunco       | 3        | 0       | 0           | 0          | -            | -            | -            | -            | 3        | 0      | 0           | 0          |
| L. Lomi        | 22       | 0       | 5           | 0          | -            | -            | -            | -            | 22       | 0      | 5           | 0          |
| A. Mazzola     | 40       | 3       | 12          | 0          | 1            | 0            | 0            | 0            | 41       | 3      | 12          | 0          |
| M. Melis       | 18       | 0       | 0           | 0          | -            | -            | -            | -            | 18       | 0      | 0           | 0          |
| A. Mihalcea    | 25       | 4       | 6           | 0          | 1            | 0            | 0            | 0            | 26       | 4      | 6           | 0          |
| M. Minelli     | 24       | 1       | 7           | 0          | 0            | 0            | 0            | 0            | 24       | 1      | 7           | 0          |
| F. Myrtaj      | 41       | 12      | 5           | 0          | 1            | 1            | 0            | 0            | 42       | 13     | 5           | 0          |
| L. Pace        | 0        | 0       | 0           | 0          | -            | -            | -            | -            | 0        | 0      | 0           | 0          |
| Papa Waigo     | 33       | 7       | 4           | 1          | 0            | 0            | 0            | 0            | 33       | 7      | 4           | 1          |
| G. Pegolo      | 31       | -46     | 0           | 0          | 1            | 0            | 0            | 0            | 32       | -46    | 0           | 0          |
| L. Pinali      | 0        | 0       | 0           | 0          | -            | -            | -            | -            | 0        | 0      | 0           | 0          |
| A. Pisanu      | 14       | 1       | 1           | 0          | 0            | 0            | 0            | 0            | 14       | 1      | 1           | 0          |
| L. Pizzini     | 0        | 0       | 0           | 0          | -            | -            | -            | -            | 0        | 0      | 0           | 0          |
| E. Salvetti    | 25       | 7       | 3           | 0          | 1            | 0            | 0            | 0            | 26       | 7      | 3           | 0          |
| P. Sciaccaluga | -        | -       | -           | -          | -            | -            | -            | -            | -        | -      | -           | -          |
| C. Teodorani   | 13       | 0       | 2           | 0          | -            | -            | -            | -            | 13       | 0      | 2           | 0          |
| M. Turati      | 6        | 1       | 1           | 0          | -            | -            | -            | -            | 6        | 1      | 1           | 0          |
| S. Vicari      | 10       | 0       | 2           | 0          | -            | -            | -            | -            | 10       | 0      | 2           | 0          |
| D. Zomer       | 16       | -19     | 0           | 0          | 0            | 0            | 0            | 0            | 16       | -19    | 0           | 0          |